# Andrónico Rodríguez
Andrónico Rodríguez Ledezma (nascido em 11 de novembro de 1988) é um ativista cocaleiro boliviano, cientista político, político e sindicalista que atua como presidente do Senado da Bolívia desde 2020. Membro do Movimento pelo Socialismo, foi eleito senador por Cochabamba em 2019 (cuja eleição foi posteriormente anulada), sendo reeleito no ano seguinte, 2020, permanecendo no cargo até os dias atuais. A longa trajetória de Rodríguez na hierarquia sindical dos cocaleiros o levou a servir como secretário-geral do Centro Operário 21 de Setembro de 2015 a 2016 e como executivo da Federação Mamoré Bulo Bulo de 2016 a 2018, além de ocupar uma série de outros cargos menores. Desde 2018, atuou como vice-presidente do Comitê de Coordenação das Seis Federações do Trópico de Cochabamba, chegando a exercer a presidência da organização entre 2019 e 2020, durante a ausência de seu líder histórico, Evo Morales.

## Início da vida e carreira
De ascendência quíchua, Andrónico Rodríguez nasceu em 11 de novembro de 1988 em Sacaba, Cochabamba, sendo o segundo mais novo de quatro filhos de Carlos Rodríguez e Sinforosa Ledezma. Da primeira à terceira série, Rodríguez frequentou a Escola Dom Bosco de Melga em Sacaba, e mais tarde mudou-se com sua família para a cidade de Entre Ríos, nos trópicos de cultivo de coca de Cochabamba. Concluiu o ensino médio na cidade, graduando-se no Colégio José Carrasco em 2006 e cumprindo o serviço militar obrigatório no Regimento de Infantaria 33 "Coronel Ladislao Cabrera". A educação de Rodríguez foi fortemente influenciada pelas atividades políticas de seus pais; seu pai era um importante líder camponês entre os cocaleiros, enquanto sua mãe trabalhava como secretária de atas do Sindicato Manco Cápac numa época em que era incomum que as mulheres participassem do trabalho organizado.

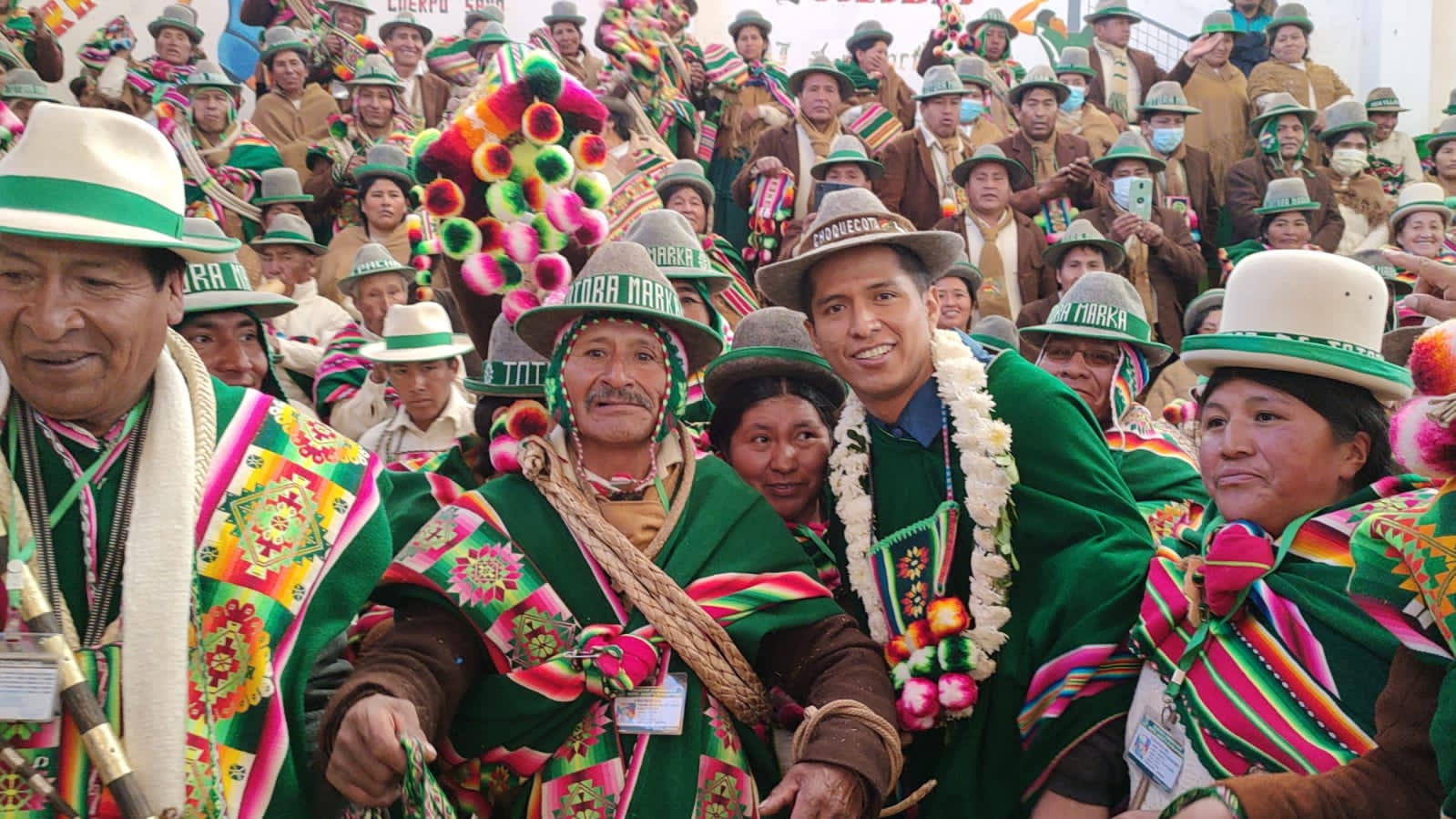
A rápida ascensão de Rodríguez na hierarquia sindical representou um impulso para a renovação da liderança entre os produtores de coca do Chapare.

Quando criança, Rodríguez acompanhava seu pai às reuniões sindicais, tornando-se proficiente no estilo de liderança dos plantadores de coca do Chapare, participando até mesmo de greves e bloqueios liderados pelos cocaleiros contra os esforços de erradicação da coca patrocinados pelos EUA na região. A experiência de Rodríguez nesses círculos o motivou a buscar educação superior; ele frequentou a Universidade Superior de San Simón (UMSS) em Cochabamba, graduando-se em ciência política em 2012. Ainda na universidade, Rodríguez continuou sua trajetória no movimento trabalhista organizado, tornando-se presidente do sindicato estudantil da UMSS. Pouco depois de se formar, ele se juntou às Seis Federações do Trópico de Cochabamba — o maior sindicato de produtores de coca do país — onde atuou como presidente do conselho administrativo universitário da organização.
Nos anos seguintes, Rodríguez ascendeu rapidamente na hierarquia da liderança do sindicato dos cocaleiros. Em 2013, ele substituiu sua mãe como redator de atas do Sindicato Manco Cápac e, em 2014, assumiu o cargo de secretário de relações do Centro Operário 21 de Setembro, chegando a secretário-geral da organização no ano seguinte. Em 2016, Rodríguez foi eleito executivo da Federação Mamoré Bulo Bulo, onde atuou por dois mandatos. Como representante desta organização, Rodríguez foi apresentado duas vezes como candidato à vice-presidência do Comitê de Coordenação das Seis Federações durante os XIII e XIV congressos do organismo. Na primeira vez, em 2016, obteve 184 votos, ficando em terceiro lugar, mas em 2018 foi eleito, obtendo o apoio de 1.020 delegados da organização. Como vice-presidente, Rodríguez serviu como segundo em comando sob Evo Morales, que havia dirigido as Seis Federações como seu líder máximo por mais de duas décadas até então.
Com sua ascensão à vice-presidência das Seis Federações, o perfil público de Rodríguez cresceu exponencialmente. Em uma reportagem para o Infobae, o jornalista Tuffí Aré observou que “desde sua eleição em setembro de 2018, [Rodríguez] quase sempre [aparece] à direita ou à esquerda de Evo Morales... o jovem personagem já é o homem de maior confiança do presidente em seu maior reduto, o Chapare". Mesmo enquanto organizava o lançamento da terceira candidatura de reeleição de Morales, os meios de comunicação já o apontavam como um possível sucessor do presidente com o mandato mais longevo da história do país, sendo inclusive rotulado pela Red UNO como o "herdeiro" de Morales.  Rodríguez, por sua vez, rejeitou essa designação como “monárquica”, considerando-se “parte da renovação do movimento socialista boliviano”, mas assegurando que “as lideranças constroem-se; não se designam nem se assumem por decreto”.

## Câmara dos Senadores

### Eleição
Rodríguez deu os seus primeiros passos na política nacional em 2019, candidatando-se a representar Cochabamba no Senado pelo partido de Morales, o Movimento ao Socialismo (MAS-IPSP). O MAS venceu facilmente no departamento, obtendo quase sessenta por cento do voto popular. Apesar da vitória, alegações mais amplas de fraude eleitoral colocaram os resultados nacionais em questão, desencadeando protestos de oposição em massa que culminaram na renúncia de Morales e na fuga do país pouco mais de um mês depois. Na ausência de Morales, Rodríguez encontrou-se à frente das Seis Federações, uma posição que usou para dirigir os protestos liderados pelos cocaleiros que se opunham à destituição do antigo presidente, embora tenha rejeitado apelos mais radicais de alguns apoiadores para "pegar em armas" numa insurgência ao estilo Che.
Com novas eleições agendadas para 2020 e Morales barrado de participar, Rodríguez rapidamente emergiu como um candidato viável para receber a nomeação do Movimento ao Socialismo para a presidência. Pouco mais de um mês após a destituição de Morales, representantes da ala jovem do MAS em Cochabamba apresentaram Rodríguez como seu candidato presidencial, com uma pesquisa de opinião publicada pela Página Siete demonstrando que ele liderava entre outros candidatos da oposição. Em Janeiro, o Pacto de Unidade — uma coligação de sindicatos comerciais alinhados com o MAS — proclamou o antigo ministro dos Negócios Estrangeiros David Choquehuanca, "um camarada aimará", como o seu candidato presidencial, com Rodríguez, "[um] camarada quéchua", apresentado como seu companheiro de chapa. No entanto, essa proposta foi rejeitada por Morales, que considerou Rodríguez "jovem demais" para ocupar o cargo. Em vez disso, o ex-presidente escolheu Luis Arce para ser o candidato a presidência pelo MAS, acompanhado por Choquehuanca como seu companheiro de chapa, com Morales descrevendo a saída de Rodríguez como um "sacrifício" que os jovens do MAS teriam que fazer.
Embora incapaz de concorrer à presidência, Rodríguez permaneceu na disputa como candidato a senador, ficando em terceiro lugar na lista eleitoral do partido. Após a desqualificação da candidatura senatorial de Morales, Rodríguez foi apontado como um possível substituto. Com a vitória esmagadora do MAS em Cochabamba, superando até mesmo os resultados do ano anterior, o partido garantiu a conquista de três dos quatro assentos disponíveis no Senado do departamento.

### Posse
Com o retorno do MAS ao poder, Rodríguez cedeu o controle das Seis Federações a Morales. Embora o XV Congresso da organização tenha ratificado Morales e Rodríguez, respectivamente, como presidente e vice-presidente das Seis Federações, como senador, o foco de Rodríguez mudou para seu trabalho na legislatura. Pouco depois de assumir o cargo, a maioria do MAS na Assembleia Legislativa elegeu Rodríguez para presidir o Senado, cargo para o qual foi reeleito com resistência mínima em 2021 e com apenas uma resistência marginal em 2022.  Como presidente, Rodríguez procurou transmitir uma atitude mais conciliadora em comparação com sua época como ativista cocaleiro, prometendo "gerar espaços de diálogo e consulta com a oposição, tentando a todo momento evitar tomar decisões baseadas em maiorias e minorias". “Queremos que a oposição sinta que a sua voz e o seu voto também são muito importantes; eles têm o nosso respeito porque são autoridades democraticamente eleitas e servidores públicos”, afirmou.
Dada a sua relação histórica, Rodríguez permaneceu um Evista fiel — a facção de parlamentares mais estreitamente alinhada com Morales — durante todo o seu mandato senatorial. Embora Rodríguez continue a ser reconhecido como uma das figuras mais confiáveis de Morales, tanto no legislativo quanto no movimento cocaleiro, ele recentemente foi destacado como um líder emergente de seu próprio bloco androniquista, uma facção quaternária dentro de um MAS internamente dividido pelas correntes arcista, choquehuanquista e evista, todas competindo pela liderança do partido.

#### Atribuições de comissão
- Diretoria da Câmara dos Senadores (Presidente:2020 – presente)

## História eleitoral
| Ano                                                      | Cargo   | Partido | Partido                 | Votos   | Votos  | Votos | Resultado | Ref.         |
| Ano                                                      | Cargo   | Partido | Partido                 | Total   | %      | P.    | Resultado | Ref.         |
| -------------------------------------------------------- | ------- | ------- | ----------------------- | ------- | ------ | ----- | --------- | ------------ |
| 2019                                                     | Senador |         | Movimento ao Socialismo | 659,188 | 57.52% | 1°    | Anulado   | [ 36 ] [ α ] |
| 2020                                                     | Senador |         | Movimento ao Socialismo | 773,386 | 65.90% | 1°    | Eleito    | [ 37 ]       |
| Source: Órgão Eleitoral Plurinacional \| Electoral Atlas |         |         |                         |         |        |       |           |              |